# داماسكينو مول
داماسكينو مول (بالإنجليزية: Damasquino Mall)‏ هو مركز تجاري افتتح في مطلع عام 2009، يقع في تنظيم كفرسوسة بدمشق يقع بجوار مركز شام سيتي سنتر.